# Ooctonus montanus
Ooctonus montanus är en stekelart som beskrevs av Soyka 1950. Ooctonus montanus ingår i släktet Ooctonus och familjen dvärgsteklar.
Artens utbredningsområde är Polen. Inga underarter finns listade i Catalogue of Life.